# جائزة صوفي
 جائزة صوفي هي جائزة بيئية دولية تقدر قيمتها بمائة ألف دولار أمريكي، كما أنها تمنح سنوياً وقد أنشأت عام 1997 م بواسطة الكاتب النرويجي جوستاين غاردر وزوجته سيري دنفيج وقد سميت على اسم روايته المشهورة عالم صوفي .

## الفائزون
- 2013: بيل ماك كيبن الولايات المتحدة الأمريكية
- 2012: إيفا حولي، فرنسا
- 2011: ترسترام ستيوارت أنجلترا
- 2010: جميمس أ هانسن، الولايات المتحدة الأمريكاية
- 2009:مارينا سيلفا,البرازيل
- 2008:جريتشين دايلي
- 2007:جوران بيرسون
- 2006:رومينا بيكولوني
- 2005:شيلا وات كلوتييه
- 2004:وانجارى ماثاى
- 2003:جون بيلجر
- 2002: برثلماوس الأول، تركيا
- 2001:اتاك, فرنسا
- 2000:شيري لياو
- 1999:هيرمان دالي وتوماس كوشيري
- 1998:حقوق العمل البيئيه، نيجيريا

### وصلات خارجية
- الموقع الرسمي للجائزة